# Abrams (hrabstwo Oconto)
Abrams – jednostka osadnicza w Stanach Zjednoczonych, w stanie Wisconsin, w hrabstwie Oconto.